# Guennadi Zaïtchik
Guennadi Zaïtchik ou Zaitchik (en anglais : Gennadi Zaichik ou Zaitshik) est un joueur d'échecs soviétique puis géorgien et américain né le 11 février 1957 à Tbilissi. Zaïtchik s'est installé aux États-Unis en 2002 et est affilié à la fédération américaine.

## Biographie et carrière
Zaïtchik remporta le championnat de Géorgie en 1977 et 1978. Il obtint le titre de grand maître international en 1984.
Dans les années 1980, il gagna les tournois de :
- Kecskemét en 1983 ;
- Polanica-Zdrój (mémorial Rubinstein) en 1984 ;
- Hradec Králové en 1985 ;
- Coimbatore en 1987 (ex æquo avec Anand).

Il finit deuxième du tournoi de Camagüey (mémorial Capablanca B) en 1987.
Dans les années 1990, il représenta la Géorgie lors de trois olympiades de 1992 à 1996, marquant 17,5 points en 26 parties.
En 2002, Zaïtchik remporta le tournoi de Philadelphie (mémorial Richard Anonow) et finit premier du championnat open des États-Unis avec 8 points sur 9, ex æquo avec Ievgueni Naïer.